# Frères Grimm
 (mars 2013).
Si vous disposez d'ouvrages ou d'articles de référence ou si vous connaissez des sites web de qualité traitant du thème abordé ici, merci de compléter l'article en donnant les références utiles à sa vérifiabilité et en les liant à la section « Notes et références ».
Pour les articles homonymes, voir Grimm et Frères Grimm (homonymie).
Œuvres principales
- Blanche-Neige
- Hansel et Gretel
- Les Musiciens de Brême
- Raiponce
- Le Vaillant Petit Tailleur
- Le Grand-Père et le Petit-Fils
- Le Joueur de flûte de Hamelin
- Le Loup et les Sept Chevreaux
- Les Sept Corbeaux

Compléments
- La Fillette aux écus d'or
- Cendrillon

Les frères Grimm (en allemand : Brüder Grimm ou Gebrüder Grimm) sont deux linguistes, philologues et collecteurs de contes de langue allemande : Jacob Grimm, né le 4 janvier 1785 à Hanau et mort le 20 septembre 1863 à Berlin, et Wilhelm Grimm, né le 24 février 1786 à Hanau et mort le 16 décembre 1859 à Berlin.

## Biographie

### Enfances et études
Jacob et Wilhelm sont nés à Hanau, en Hesse-Cassel. Les grands-parents et arrière-grands-parents étaient de confession réformée, les hommes étant traditionnellement pasteurs. Les parents Philip et Dorothea Grimm eurent neuf enfants, dont six survécurent. Dans l'ordre de naissance : Jacob, Wilhelm, Carl, Ferdinand, Ludwig et Charlotte. La maison natale des frères Grimm donnait sur l'ancienne place d'armes de la ville de Hanau près de Francfort-sur-le-Main.
En janvier 1791, leur père, Philip, fut nommé bailli (Amtmann) dans sa ville natale de Steinau en Kinzig où la famille emménagea. En 1796, leur père mourut à l'âge de 45 ans. Leur mère, afin d'assurer à l'aîné toutes ses chances d'accéder à une carrière juridique envoya les deux enfants auprès de leur tante dans la ville de Cassel. Jacob fréquenta en 1802 l'université de Marbourg et y étudia le droit tandis que son frère le rejoint un an plus tard pour suivre le même cursus. Un de leurs professeurs, Friedrich Carl von Savigny, ouvrit sa bibliothèque privée aux étudiants avides de savoir et déjà férus de Goethe et Schiller. Il leur fit découvrir les écrivains romantiques Clemens Brentano, le baron Fouqué et Achim von Arnim dont les romans baroques et les Minnesänger éveillèrent chez eux l'intérêt pour les vieux contes populaires qu'ils commencèrent à collecter pour Brentano rencontré à Marbourg en 1803,.
Von Savigny travaillait à une histoire de l'Empire romain et se rendit à Paris en 1804 pour ses recherches. En janvier 1805, il invita Jacob à l'y rejoindre. En qualité d'aide, il se pencha pendant plusieurs mois sur la littérature juridique. À la suite de cela il décida de s'éloigner des thèmes juridiques. Il rapporta, dans sa correspondance, vouloir se consacrer à la recherche sur la « magnifique littérature de l'ancien allemand » à laquelle lui et Wilhelm s'étaient déjà intéressés.

### Les débuts
Fin 1805, Jacob Grimm revint à Cassel où entre-temps sa mère était venue s'installer. L'année suivante en 1806, Wilhelm Grimm termina ses études à Marbourg. Ils vécurent ensemble avec leur mère à Cassel. Jacob trouva une place de secrétaire à l'école de guerre de Cassel. À la suite de la guerre napoléonienne contre la Prusse et la Russie, qui commença peu après sa nomination et qui vit l'influence de Napoléon sur Cassel, l'école de guerre fut réformée et Jacob se trouva à nouveau chargé de ravitailler les troupes combattantes, ce qui lui déplaisait et le poussa à quitter son poste. Wilhelm Grimm, d'une constitution fragile, était à cette époque sans emploi. De cette période désargentée mais qui les trouva très motivés, date le début de la compilation des contes et histoires qui nous sont parvenus aujourd'hui.
Après le décès de leur mère le 27 mai 1808, Jacob dut prendre en charge toute la famille en qualité d'aîné. Il prit donc à Cassel un poste de directeur de la bibliothèque privée de Jérôme Bonaparte (frère de Napoléon, et récemment fait roi du nouveau royaume de Westphalie). Bien qu'il ne fût pas contraint à cette position et consacrât une grande partie de son temps à ses études, Jacob occupa pendant l'année 1809 une place d'assesseur au conseil d'État.
En 1809, Wilhelm en raison de sa maladie, effectua une cure à Halle qui dut aussi être financée par Jacob. Il résida au château de Giebichenstein (qui appartint au compositeur Johann Friedrich Reichardt) et enfin à Berlin où il rencontra Clemens Brentano avec lequel il fit la connaissance d'écrivains et d'artistes berlinois comme Ludwig Achim von Arnim. Lors de son voyage de retour à Cassel, Wilhelm rencontra aussi Johann Wolfgang von Goethe qui l'assura dans ses « efforts en faveur d'une culture longue et oubliée ».
Depuis 1806, les frères Grimm avaient rassemblé des contes et depuis 1807 avaient publié dans des revues des articles sur les maîtres troubadours. À partir de 1810, les frères Grimm se retrouvèrent à nouveau ensemble à Cassel et en 1811, Jacob fit paraître son premier ouvrage sur les maîtres chanteurs allemands (Über den altdeutschen Meistergesang).
Après la bataille de Leipzig en 1813, le royaume de Westphalie fut dissous et l'électorat de Hesse restauré. Jacob Grimm y perdit sa place de directeur de la bibliothèque royale, mais retrouva bientôt une situation auprès du prince électeur en tant que secrétaire de légation. Dans ses nouvelles fonctions diplomatiques, il retourna à Paris en 1814, où il employa ses loisirs à de nouvelles recherches en bibliothèque. S'il aimait les voyages, il regrettait cependant que ces activités le tinssent éloigné de ses recherches littéraires dans son pays.

### Les collecteurs de légendes

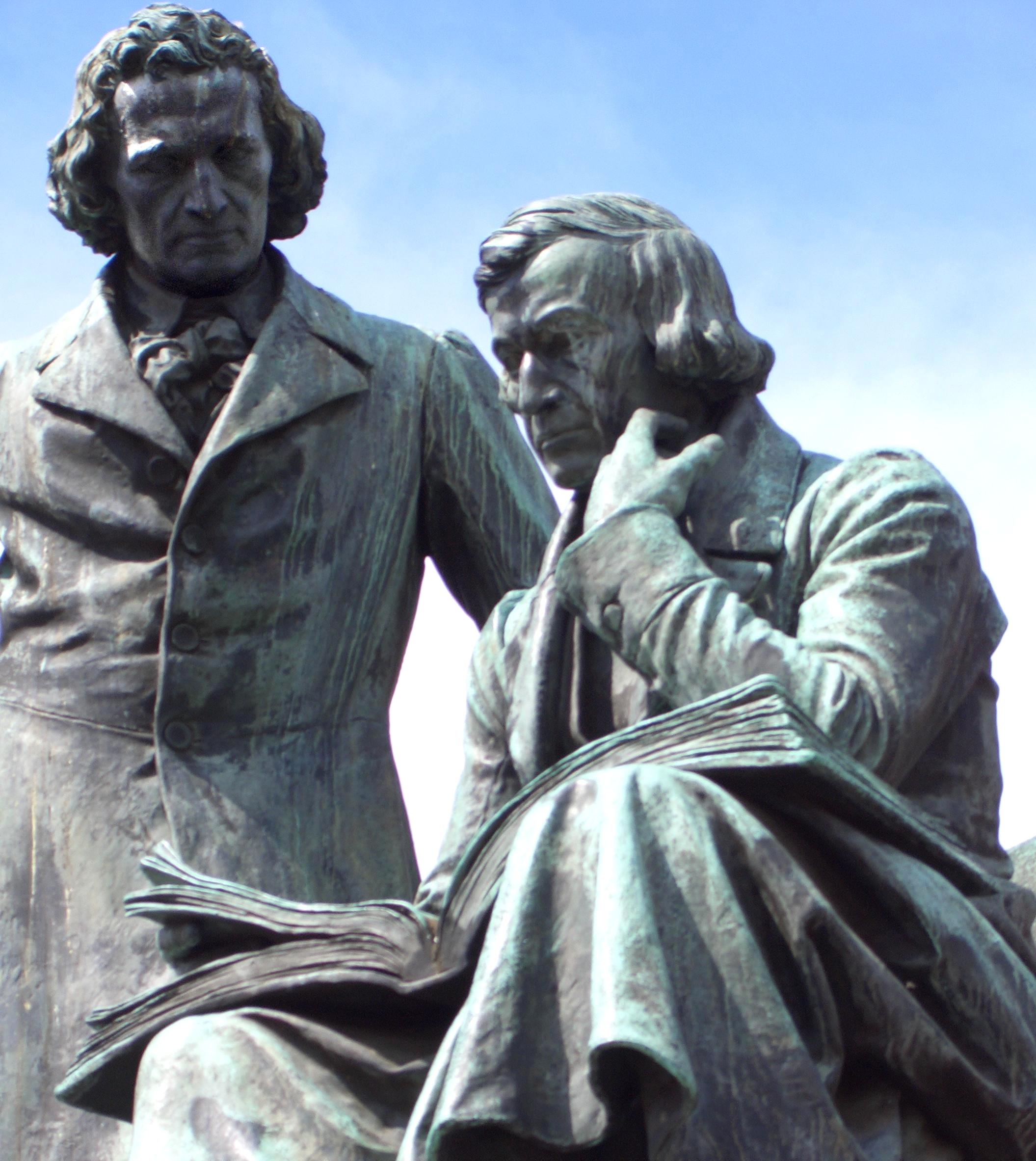
Statue des frères Grimm à Hanau.

Wilhelm Grimm publia en 1811 son premier livre, des traductions d'anciennes légendes danoises (Altdänische Heldenlieder). Le premier ouvrage commun des deux frères, sur le Chant de Hildebrand et le Wessobruner Gebet, fut publié en 1812. Il fut suivi le 20 décembre 1812 de la première édition du premier tome des Contes de l'enfance et du foyer (Kinder- und Hausmärchen), tirés à 900 exemplaires, une collection de 86 histoires désormais connues dans le monde entier (notamment Blanche-Neige et Hansel et Gretel). Les deux frères s'essayèrent aussi à une édition allemande de l'Edda, ainsi que de Reineke Fuchs (une version allemande du Roman de Renart), travaux qui restèrent toutefois longtemps inachevés. De 1813 à 1816, les frères contribuèrent également à la revue Altdeutsche Wälder, consacrée à la littérature allemande ancienne, mais qui ne connut que trois numéros. Le professeur de Cologne germaniste et folkloriste Heinz Rölleke (de) a déterminé dans ses éditions critiques des différentes versions de leurs recueils qu'une des principales conteuses dont ils se sont inspirés est la Française Dorothea Viehmann,, née Pierson, qui fait partie des nombreux protestants d'origine messine qui se sont réfugiés à Berlin après la révocation de l'édit de Nantes.
En 1814, Wilhelm Grimm devint secrétaire de la bibliothèque du musée de Cassel et s'installa à la Wilhemshöher Tor, dans un logement appartenant à la maison du prince électeur de Hesse, où son frère Jacob le rejoignit à son retour de Paris. En 1815, Jacob Grimm assista au congrès de Vienne en tant que secrétaire de la délégation hessoise, puis séjourna de nouveau à Paris en septembre 1815 pour une mission diplomatique. Par la suite, il quitta définitivement la carrière diplomatique pour pouvoir se consacrer exclusivement à l'étude, à la classification et au commentaire de la littérature et des usages historiques. Cette même année 1815, à côté d'un ouvrage d'études mythologiques (Irmenstraße und Irmensäule), il publia un choix critique d'anciennes romances espagnoles (Silva de romances viejos).
En 1815, les frères Grimm produisirent le deuxième volume des Contes de l'enfance et du foyer, réimprimés sous forme augmentée en 1819. Les remarques sur les contes des deux volumes furent publiées dans un troisième en 1822. Une nouvelle publication sous une forme réduite à un volume s'ensuivit en 1825, qui contribua grandement à la popularité des contes. Jacob et Wilhelm Grimm obtinrent que cette édition fût illustrée par leur frère Ludwig Emil Grimm. À partir de 1823 parut une édition anglaise des Contes de l'enfance et du foyer par le traducteur Edgar Taylor, illustrées par les gravures de George Cruikshank. Du vivant même des deux frères parurent sept impressions de l'édition en trois volumes des contes et dix de l'édition réduite à un volume. Le grand succès s'opéra à la troisième édition en 1837, coïncidant avec l'émergence de la classe bourgeoise dans laquelle la femme se préoccupait davantage de ses enfants.
Dans les années 1816 et 1818 suivirent les deux tomes d'un recueil de légendes (Deutsche Sagen). Les deux frères avaient d'abord collecté indifféremment contes et légendes ; il est difficile de les séparer sur des critères thématiques, et les frères ne le firent pas de façon suivie. Toutefois, les contes remontent pour l'essentiel à des sources orales, tandis que les légendes se fondent bien davantage sur des sources écrites. Le recueil des contes comme des légendes fut achevé à peu près en même temps, dès 1812, le délai de publication de six ans s'expliquant par le travail absorbant de composition d'un texte publiable. Le recueil de légendes ne remporta cependant pas un succès remarquable, et ne fut donc pas réimprimé du vivant des frères.
À l'âge de 30 ans, Jacob et Wilhelm Grimm avaient déjà acquis une position éminente de par leurs nombreuses publications. Ils vivaient ensemble à Cassel, sur le seul salaire modeste de Wilhelm pendant un temps. Ce ne fut qu'en avril 1816 que Jacob Grimm devint second bibliothécaire à Cassel, aux côtés de Wilhelm qui exerçait depuis deux ans comme secrétaire. Leur travail consistait à prêter, chercher et classifier les ouvrages. À côté de ces fonctions officielles, ils avaient la possibilité de mener sur place leurs propres recherches, qui furent saluées en 1819 par un doctorat honoris causa de l'université de Marbourg.
Les frères Grimm n'auraient pas pu publier autant pendant ces années sans encouragements ni protections. Ils furent d'abord soutenus par la princesse Wilhelmine-Caroline de Hesse. Après sa mort en 1820 et celle du prince électeur en 1821, les frères durent déménager avec leur sœur Lotte pour s'installer dans un logement plus modeste, entre une caserne et une forge, non sans conséquences gênantes sur leur travail. Lotte, qui tenait jusque-là le ménage, se maria peu après avec ludwig, le frère de Marie Hassenplfug, laissant ses deux frères. Ceux-ci déménagèrent plusieurs fois et menèrent pendant plusieurs années quasiment une « vie de célibataires », travaillant de concert et vivant toujours ensemble, Wilhelm ne s'étant marié qu'à cette condition.

### La passion de la langue

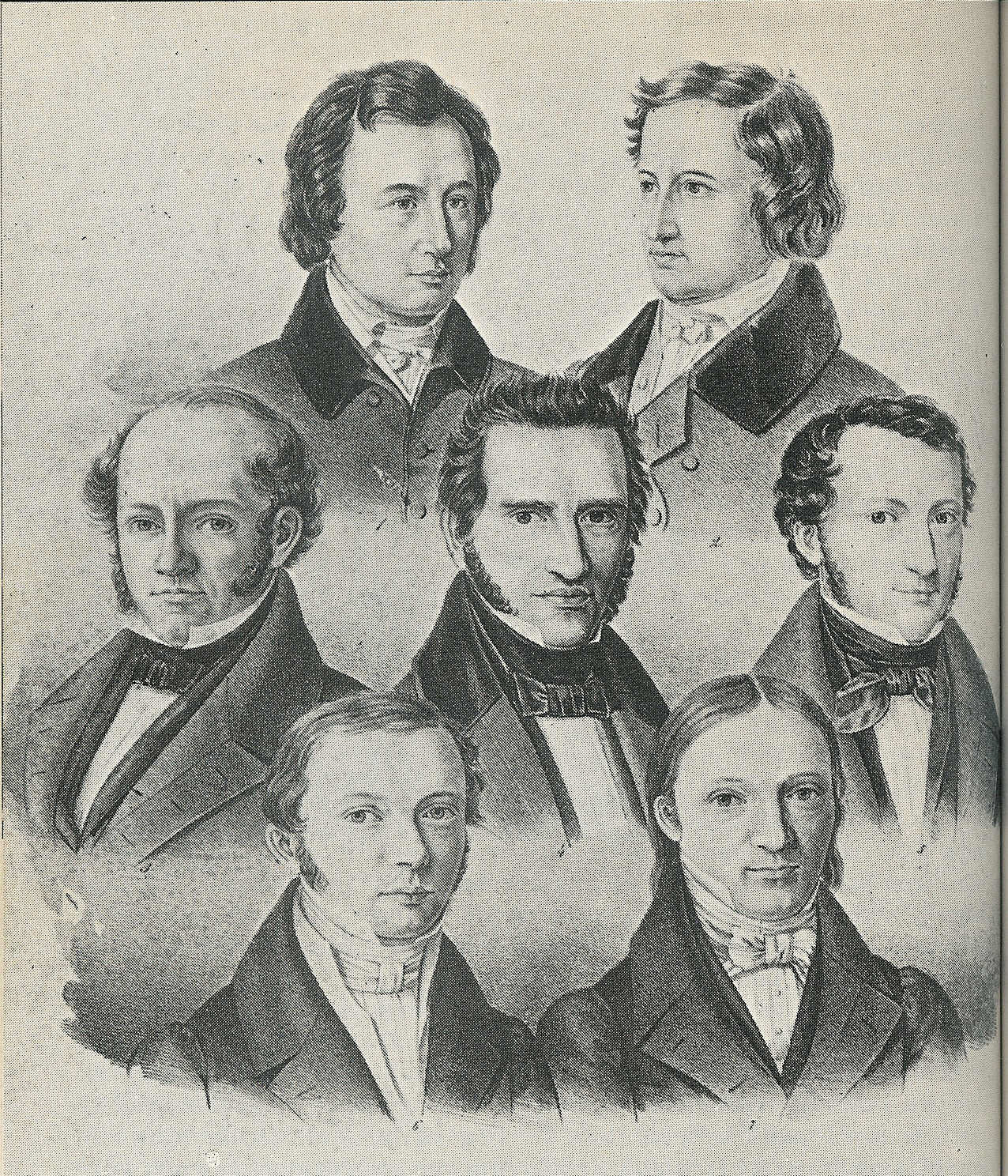
Les Sept de Göttingen. De gauche à droite et de haut en bas : (1) Wilhelm Grimm (2) Jacob Grimm (3) Wilhelm Eduard Albrecht (4) Friedrich Christoph Dahlmann (5) Georg Gottfried Gervinus (6) Wilhelm Eduard Weber (7) Heinrich Georg August Ewald.

C'est dans cette période créative que se place le travail de Jacob Grimm sur sa Grammaire allemande. Le premier tome traitait de la flexion, le second de la formation des mots. Jacob Grimm y travailla avec fureur, sans laisser de manuscrit complet, mais en faisant imprimer feuille après feuille au fur et à mesure qu'il avait écrit assez de texte. L'impression du premier tome s'étendit de janvier 1818 à l'été 1819, la durée exacte du travail de Jacob Grimm sur l'ouvrage. Jusqu'en 1822, il retravailla le premier tome de façon à n'y plus inclure que l'étude des sons. Comme auparavant, il écrivit et fit imprimer les pages au fur et à mesure, principe qu'il suivit aussi pour le deuxième tome, achevé en 1826. Wilhelm Grimm avait publié entre-temps plusieurs livres sur les runes, et les Chants héroïques allemands (Deutsche Heldensage), considérés comme son chef-d'œuvre, parurent en 1829.
Jacob fut un ami très proche du linguiste et écrivain serbe Vuk Stefanović Karadžić ; à ses côtés il apprit le serbe, lui donnant ainsi accès aux chants héroïques serbes et aux légendes balkaniques. Et 1824, il traduisit en allemand la grammaire serbe (Wuk Stephanowitsch, Kleine serbische Grammatik, verdeutscht (Leipzig et Berlin, 1824).
Ce ne fut qu'après le mariage de Wilhelm Grimm avec Henrietta Dorothea Wild en 1825 que le cours de la vie des deux frères vint à se stabiliser. Ils continuèrent à vivre ensemble, à trois désormais avant que ne naissent bientôt les enfants de Wilhelm et « Dortchen ». En 1829 cependant, après respectivement 13 et 15 ans au service de la bibliothèque de Cassel, les deux frères donnèrent leur démission. Après la mort du directeur, le prince électeur Guillaume II de Hesse n'ayant pas attribué le poste à Jacob, les frères répondirent à une proposition de la bibliothèque de l'université de Göttingen, à Hanovre.
Ils y poursuivirent leur vie en commun. Jacob Grimm exerçait comme professeur titulaire, Wilhelm comme bibliothécaire puis à partir de 1835 comme professeur également. Jacob Grimm publia deux tomes supplémentaires de sa grammaire jusqu'en 1837. Il put également terminer en 1834 le travail commencé en 1811 sur Reinhard (Reineke) Fuchs, et composa un ouvrage sur la mythologie germanique (Deutsche Mythologie, 1835). Wilhelm Grimm s'occupa presque à lui seul de la troisième impression des Kinder- und hausmärchen en 1837.
En 1837, le roi de Hanovre, de Grande-Bretagne et d'Irlande Guillaume IV mourut et la couronne de Hanovre passa à son frère Ernest-Auguste Ier. De tendances autoritaires, celui-ci révoqua rapidement la constitution relativement libérale accordée par son prédécesseur, à laquelle les fonctionnaires avaient prêté serment. Sept professeurs de l'université de Göttingen signèrent alors une lettre de protestation solennelle, parmi lesquels Jacob et Wilhelm Grimm. Le roi répliqua en révoquant immédiatement les professeurs et en bannissant trois d'entre eux de ses États, parmi lesquels Jacob Grimm. Cette affaire dite des Sept de Göttingen eut un grand retentissement en Allemagne.

### Le dictionnaire allemand

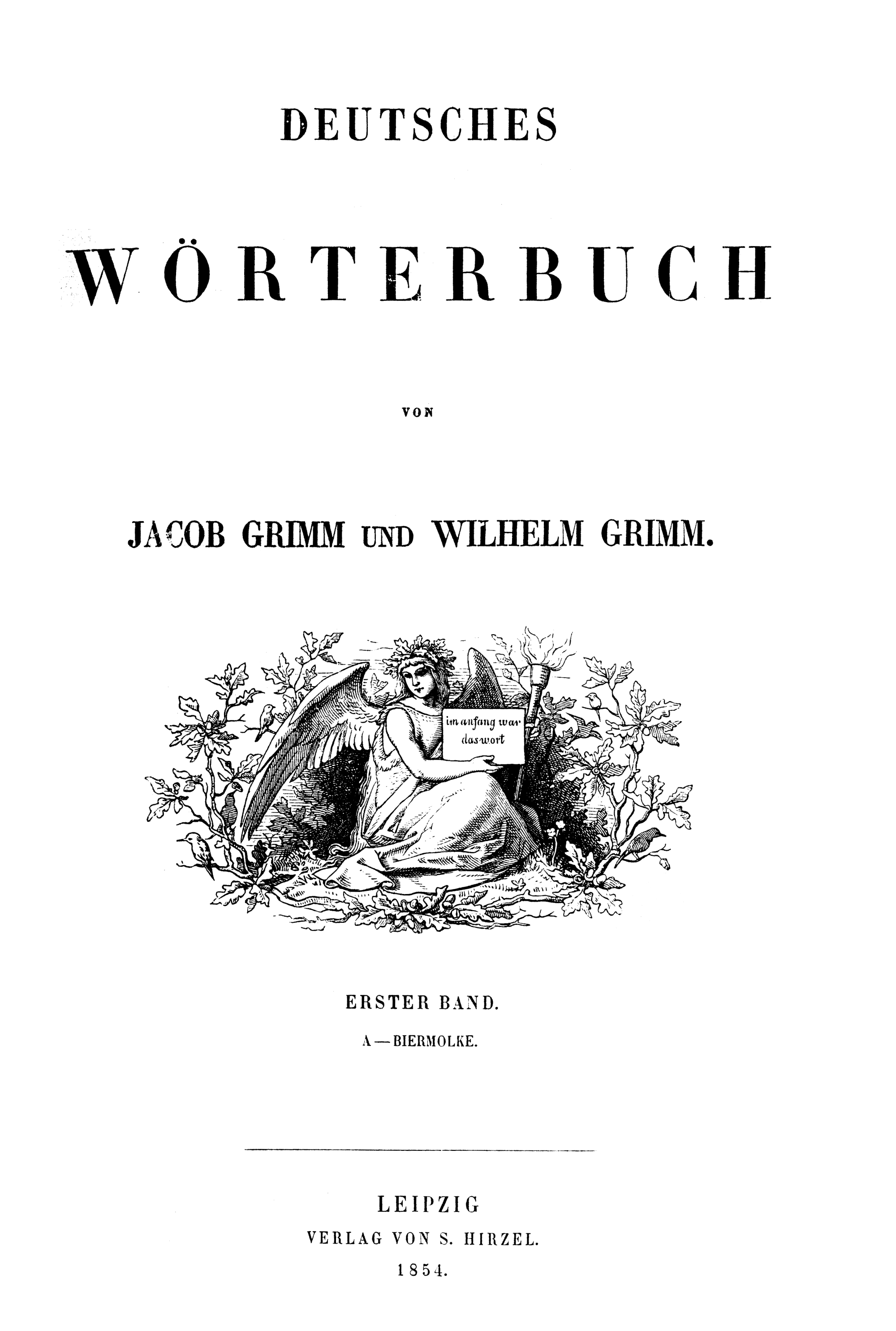
Page de titre du premier volume du Dictionnaire allemand.

Les frères s'en retournèrent à Cassel où ils restèrent sans emploi, jusqu'à ce que le roi Frédéric-Guillaume IV de Prusse les invitât comme membres de l'académie des sciences et professeurs à l'université Humboldt. Les deux frères répondirent à cette offre et s'installèrent définitivement à Berlin. Jacob entreprit cependant par la suite plusieurs voyages à l'étranger, et fut député au Parlement de Francfort en 1848 avec plusieurs de ses anciens collègues de Göttingen.
Durant cette période berlinoise, les deux frères se consacrèrent principalement à une œuvre colossale : la rédaction d'un dictionnaire historique de la langue allemande, qui en présenterait chaque mot avec son origine, son évolution, ses usages et sa signification.
Mais les deux frères avaient sous-estimé le travail à accomplir. Bien qu'ayant commencé cette tâche en 1838 après leur renvoi de Göttingen, le premier tome ne parut qu'en 1854 et seuls quelques volumes purent être édités de leur vivant. Plusieurs générations de germanistes poursuivront cette œuvre, et cent vingt-trois ans plus tard, le 4 janvier 1961 le 32e volume de ce dictionnaire allemand fut enfin édité. En 1957, une nouvelle révision de cette œuvre gigantesque a été entamée et le premier volume de ce travail a été publié en 1965. L'ensemble du dictionnaire a été édité en 2004 sous forme de CD-ROM par les éditions Zweitausendeins (Francfort-sur-le-Main) et est également disponible en ligne.
Wilhelm Grimm mourut le 16 décembre 1859. L'Académie de Berlin écrivit en janvier 1860 : « Au 16 du mois dernier est mort Wilhelm Grimm, membre de l'académie, qui a fait briller son nom au titre de linguiste allemand et collecteur de légendes et de poèmes. Le peuple allemand est aussi habitué à l'associer à son frère aîné Jacob. Peu d'hommes sont honorés et aimés comme le sont les frères Grimm, qui en l'espace d'un demi-siècle se sont soutenus réciproquement et fait connaître dans un travail commun. » Jacob poursuivit seul leur ouvrage, avant de mourir à son tour le 20 septembre 1863. Les deux frères reposent ensemble au cimetière de Matthäus, à Berlin-Schöneberg.

## Œuvres
Les œuvres communes les plus significatives de Jacob et Wilhelm Grimm sont leur collection de contes pour enfants, leur recueil de légendes (201 contes auxquels sont joints les 28 textes qu’ils ont supprimés dans la dernière mouture de leur recueil, et 10 légendes pour les enfants, réunis dans la première édition intégrale commentée de José Corti Les Contes pour les enfants et la maison des frères Grimm en 2009), ainsi que leur dictionnaire.
Jacob Grimm apporta des contributions de première importance à la linguistique allemande alors naissante. Elles contribuèrent à fonder une grammaire historique et comparée. Dans la deuxième édition de sa Grammaire allemande Jacob Grimm décrivit les lois phonétiques réglant l'évolution des consonnes dans les langues germaniques, et connues depuis sous le nom de Loi de Grimm. Il est également l'auteur d'une Histoire de la langue allemande (Geschichte der deutschen Sprache).
Le compositeur Richard Wagner s'inspira de plusieurs légendes recueillies par les deux frères pour la composition de ses opéras, ainsi que de la Mythologie allemande de Jacob Grimm pour sa Tétralogie.
En 1945, les forces d’occupation alliées en Allemagne interdirent de publication les contes de Grimm. Le motif invoqué était que la violence s’y trouvant aurait été en partie responsable des atrocités commises par les nazis. De plus, ils contenaient quelques textes antisémites comme Le Juif dans les épines.

### Ouvrages communs
- Contes de l'enfance et du foyer (Berlin, 1812 ; nombreuses éditions ultérieures)
- Die beiden ältesten deutschen Gedichte aus dem 8. Jahrhundert : Das Lied von Hildebrand und Hadubrand und das Wessobrunner Gebet (Cassel, 1812)
- Altdeutsche Wälder (1er vol., Cassel, 1813. 2e et 3e vol., Francfort-sur-le-Main, 1815 et 1816)
- Der Arme Heinrich von Hartmann v. d. Aue (Berlin, 1815)
- Lieder der alten Edda (Berlin, 1815)
- Deutsche Sagen (Berlin, 1816-1818. 2e éd., Berlin, 1865-1866)
- Irische Elfenmärchen (de) (Leipzig, 1826)
- Dictionnaire de Grimm (Volume 1 : de A à Biermolke, Leipzig, 1854. Volume 2 : de Biermörder à D, 1860. Volume 3 : de E à Forsche, 1862. Volume 4, par J. Grimm, Karl Weigand et R. Hildebrand : de Forschel à Gefolgsmann, 1878).

### Ouvrages deJacob Grimm
- Über den altdeutschen Meistergesang (Göttingen, 1811)
- Irmenstrasse und Irmensäule (Vienne, 1815)
- Silva de romances viejos (Vienne, 1815)
- Deutsche Grammatik (Göttingen, 1819-1840)
- Hausbüchel für unser Lebenlang (Cassel, 1820)
- Wuk Stephanowitsch, kleine serbische Grammatik, verdeutscht (Leipzig et Berlin, 1824)
- Zur Rezension der deutschen Grammatik (Cassel, 1826)
- Deutsche Rechtsaltertümer (Göttingen, 1828. 2e éd., 1854)
- Hymnorum veteris ecclesiae XXVI interpretatio Theodisca nunc primum edita (Göttingen, 1830)
- Zwischen Land and Heimat (Vienne, 1832)
- Reinhart Fuchs (Berlin, 1834)
- Deutsche Mythologie (Göttingen, 1835. 2e éd., 1844. 3e éd. 1854, 2 vols.)
- Taciti Germania edidit (Göttingen, 1835)
- Über meine Entlassung (Bâle, 1838)
- Lateinische Gedichte des X. und XI. Jahrhunderts (Göttingen, 1838)
- Sendschreiben an Karl Lachmann über Reinhart Funchs (Berlin, 1840)
- Weistümer (Partie 1, Göttingen, 1840. Partie 2, 1840. Partie 3, 1842. Partie 4, 1863. Partie 5, 1866. Partie 6, 1869. Partie 7, 1878)
- Andreas und Elene (poème) (Cassel, 1840)
- Frau Aventiure klopft an Beneckes Tür (Berlin, 1842)
- Geschichte der deutschen Sprache (Leipzig, 1848. 2e éd., 1853, 2 vol.)
- Das Wort des Besitzes (Berlin, 1850)
- Rede auf Wilhelm Grimm und Rede über das Alter (Berlin, 1868. 3e éd. 1865)
- Kleinere Schriften (Berlin, 1864-1870, 8 vol.)

### Ouvrages deWilhelm Grimm
- Altdänische Heldenlieder, Balladen und Märchen übersetzt (Heidelberg, 1811)
- Drei altschottische Lieder in Original und Übersetzung (Heidelberg, 1813)
- Über deutsche Runen (Göttingen, 1821)
- Zur Literatur der Runen (Vienne, 1828)
- Grâve Ruodolf (Göttingen, 1828 et 1844)
- Die deutsche Heldensage (Göttingen, 1829. 2e éd., 1867)
- De Hildebrando antiquissimi carminis teutonici fragmentum (Göttingen, 1830)
- Vrîdankes Bescheidenheit (Göttingen, 1834. 2e éd., 1860)
- Der Rosengarten (Göttingen, 1836)
- Ruolandes liet (Göttingen, 1838)
- Wernher vom Niederrhein (Göttingen, 1839)
- Konrads von Würzburg Goldene Schmiede (Berlin, 1840)
- Konrads von Würzburg Silvester (Göttingen, 1841)
- Über Freidank (Göttingen, 1855)
- Kleinere Schriften (Berlin, 1881, 4 vol.)

### Contes les plus célèbres
- Blanche-Neige - Schneewittchen
- Cendrillon - Aschenputtel (version modifiée de celle de Charles Perrault)
- La Belle au bois dormant - Dornröschen (version modifiée de celle de Charles Perrault)
- Le Petit Chaperon rouge - Rotkäppchen (version modifiée de celle de Charles Perrault)
- Le Loup et les Sept Chevreaux - Der Wolf und die sieben jungen Geißlein
- Les Musiciens de Brême - Die Bremer Stadtmusikanten
- Le Vaillant Petit Tailleur - Das tapfere Schneiderlein
- Dame Holle - Frau Holle
- Frérot et Sœurette - Brüderchen und Schwesterchen
- Hansel et Gretel - Hänsel und Gretel
- Blanche-Neige et Rose-Rouge - Schneeweißchen und Rosenrot
- Raiponce - Rapunzel
- Nain Tracassin - Rumpelstilzchen
- Le Serpent blanc - Die weiße Schlange
- Tom Pouce - Daumesdick
- La Petite Gardeuse d'oies - Die Gänsemagd
- L'Eau de la vie - Das Wasser des Lebens
- Le Roi Grenouille ou Henri de Fer - Der Froschkönig oder der eiserne Heinrich
- Les Sept Corbeaux - Die sieben Raben

### Légendes les plus célèbres
- Le Joueur de flûte de Hamelin - Der Rattenfänger von Hameln
- Guillaume Tell - Wilhelm Tell
- Tannhäuser - Der Tannhäuser
- Tournoi des chanteurs de la Wartbourg - Sängerkrieg auf der Wartburg/Der Wartburger Krieg
- Lohengrin de Brabant - Lohengrin zu Brabant
- Frédéric Barberousse au Kyffhäuser - Friedrich Rotbart auf dem Kyffhäuser

## Documentaire
- La vie des frères Grimm - Au-delà des contes de Gabriele Rose[18].

## Postérité et hommage
- À partir de 1989, ils figurent sur le billet de banque allemand de 1 000 deutschemarks.
- Ils font l'objet d'un doodle le 20 décembre 2012[19].